# Kordian (imię)
Kordian – imię męskie utworzone przez Juliusza Słowackiego. Oznacza dający serce. Kordian obchodzi imieniny 22 października. 

## Osoby noszące imię Kordian
- Kordian Korytek – polski koszykarz
- Kordian Józef Zamorski – generał Wojska Polskiego
- Kordian Piwowarski – polski reżyser i scenarzysta